# HD 47973
HD 47973，又名CD-48 2417，SAO 218093、HR 2462，是一颗恒星，视星等为4.93，位于銀經257.12，銀緯-21.91，其B1900.0坐标为赤經6h 35m 57.6s，赤緯-48° -21.91′ 50″。